# Jeremy Harrison
Pour les articles homonymes, voir Harrison.
Jeremy Harrison, né le 29 janvier 1978 à Saskatoon, est un homme politique fédéral et provincial canadien de la Saskatchewan.
Il représente la circonscription fédérale de Desnethé—Missinippi—Rivière Churchill à titre de député conservateur de 2004 à 2006 et la circonscription provinciale de Meadow Lake en tant que député du Parti saskatchewanais depuis 2007.

## Biographie
Né à Saskatoon, Harrison rejoint les rangs du Parti réformiste du Canada en 1996 et sert dans divers postes pour les Réformistes, pour l'Alliance canadienne et pour le Parti conservateur entre autres en tant que membre de l'équipe du chef de l'Opposition à Ottawa. Travaillant pour Stephen Harper lors de sa campagne à la chefferie en 2002 et dans l'exécutif national de l'Alliance canadienne de 2002 à 2004, il complète entre-temps une formation en droit à l'Université de la Saskatchewan puis une maîtrise en administration publique de la Johnson Shoyama Graduate School of Public Policy.

### Politique fédérale
Élu au parlement fédéral en 2004, il sera défait par le libéral Gary Merasty par une très faible marge et au terme d'un recomptage judiciaire en 2006,.

### Politique provinciale
Initialement défait par le député sortant Maynard Sonntag dans Meadow Lake en 2007, il sera finalement élu en raison d'une erreur dans le décompte,,,,.
Suivant l'élection, Harrison est nommé secrétaire législatif du ministre de l'Énergie et des Ressources, des Ressources du Nord et du Développement des sables bitumineux. Entrant au cabinet en tant que ministre des Affaires municipales en mai 2009, il est transféré au ministère des Entreprises et occupe également la fonction de ministre responsable du Commerce en juin 2010,,,.
Réélu en 2011, il obtient également le poste de Leader du gouvernement à l'Assemblée. Il perd ses postes ministériels en mai 2012,,.
De retour au cabinet en juin 2014, il devient ministre associé à l'Économie responsable du commerce, au tourisme, à l'innovation et à l'immigration,. Il est réélu en 2016.
Annonçant sa candidature au poste de chef du Parti saskatchewanais et donc au poste de premier ministre après la démission de Brad Wall en août 2017, il renonce en septembre de la même année pour donner son appui à Scott Moe qui sera élu en janvier 2018.